# Hypselotriton orphicus
Hypselotriton orphicus е вид земноводно от семейство Саламандрови (Salamandridae). Видът е застрашен от изчезване.

## Разпространение
Разпространен е в Китай.